# Polyrhachis strictifrons
Polyrhachis strictifrons är en myrart som beskrevs av Carlo Emery 1898. Polyrhachis strictifrons ingår i släktet Polyrhachis och familjen myror. Inga underarter finns listade i Catalogue of Life.

## Bildgalleri

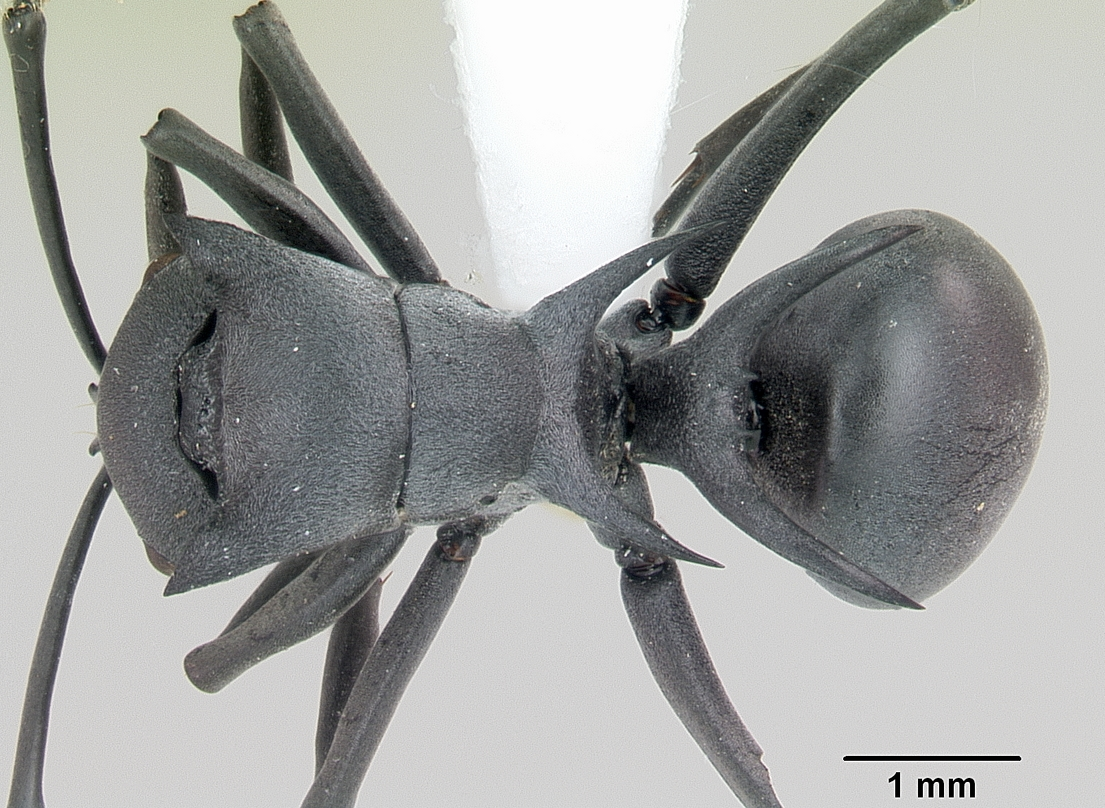
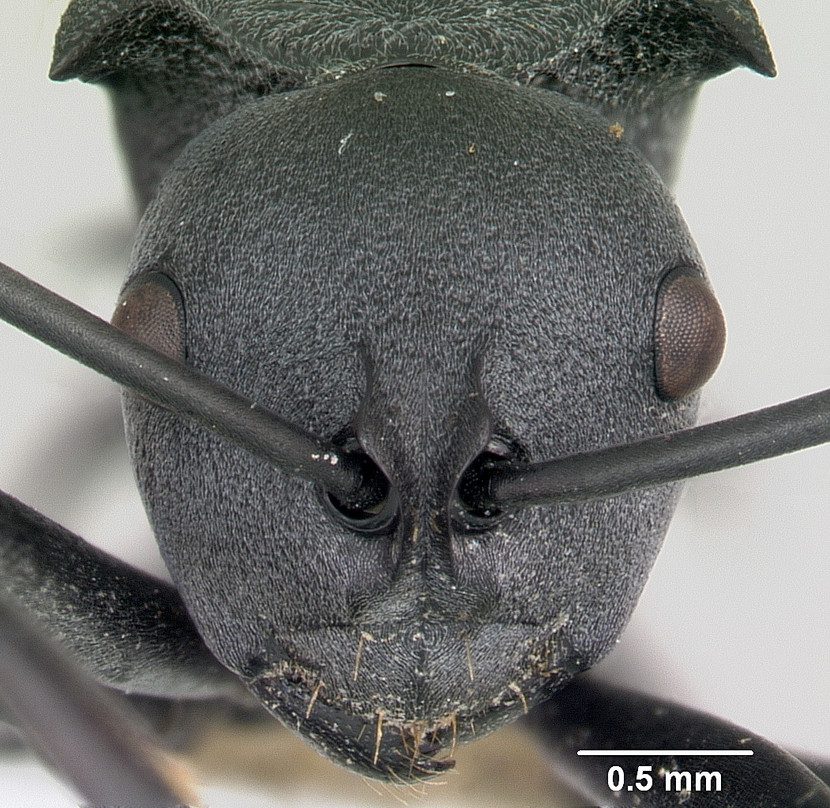
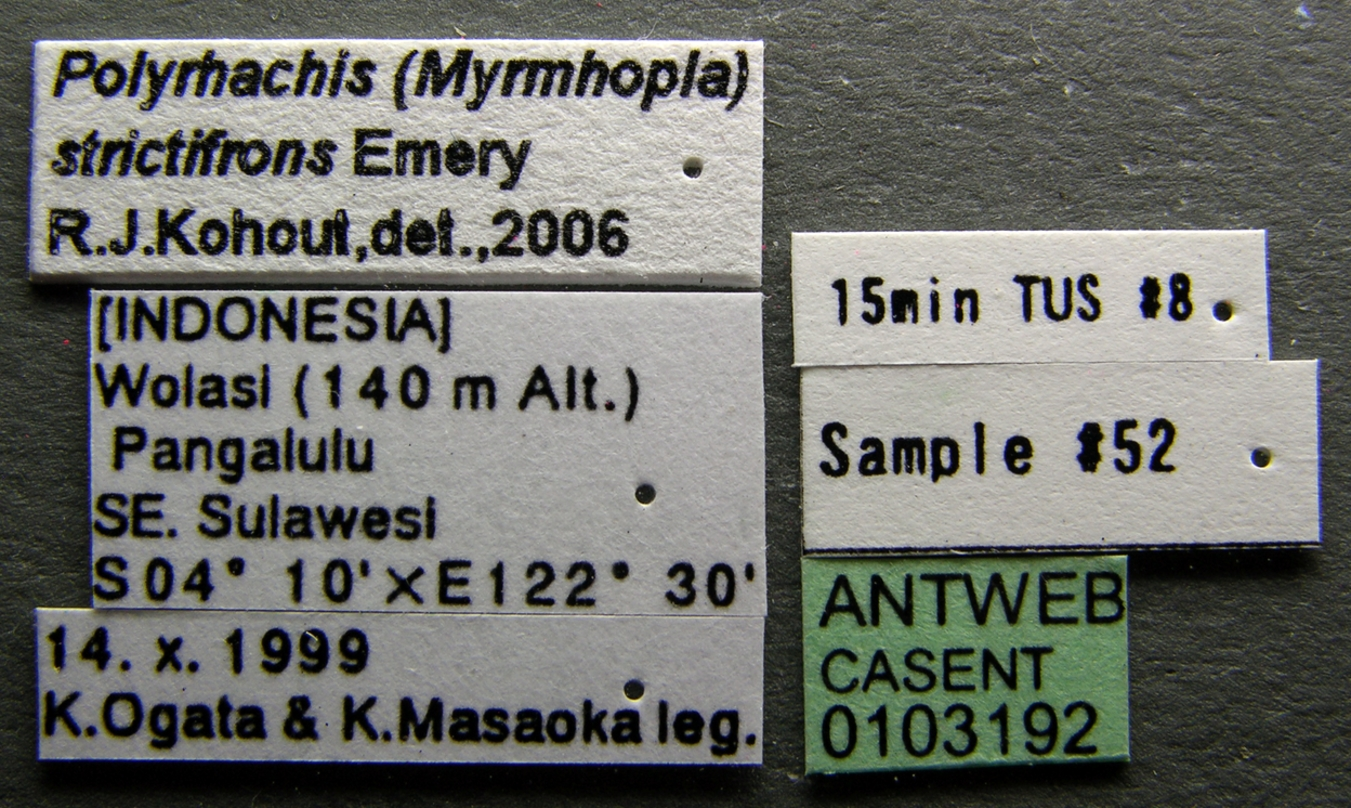
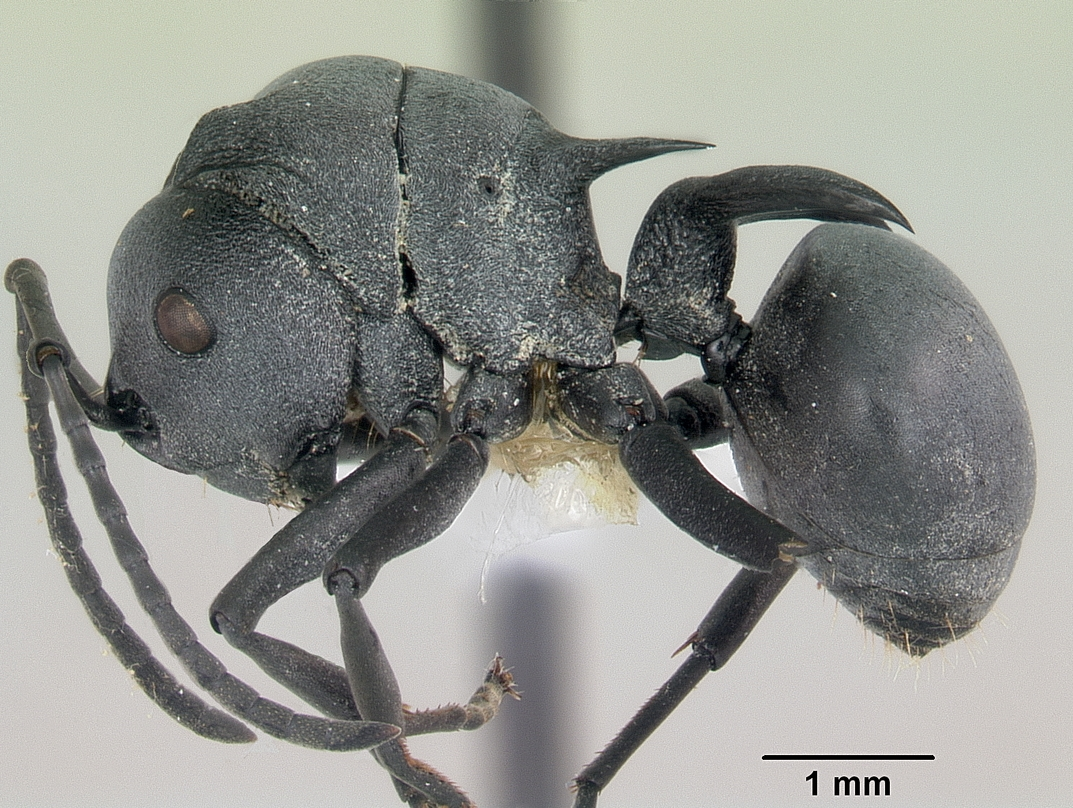